# Maria Terezinha Viegas
Maria Terezinha Viegas (nascida em 3 de outubro de 1964) é uma trabalhadora agrícola que se tornou política timorense no Congresso Nacional para a Reconstrução Timorense. De 2012 a 2017 foi Secretária de Estado dos Assuntos Parlamentares e foi reeleita em 2018.

## Vida
Viegas nasceu em Laclubar em 3 de outubro de 1964. Ela formou-se em Agronomia.
Na década de 1990, ela trabalhava em Díli e, nas horas vagas, apoiava secretamente os revolucionários de Timor-Leste. Ela era uma das apoiantes que enviava cartas e suprimentos. Ela conheceu António João Gomes da Costa, um líder rebelde que usava o nome de guerra de Mahuno, mas o seu relacionamento foi logo interrompido pela sua prisão em abril de 1993. Ele ainda estava sob custódia três anos depois, quando se casaram em Dare.
Ela trabalhou para a revolução, mas em 1999 o seu marido teve um derrame e ela teve que dedicar algum tempo para ajudar na recuperação dele. Em 2001, ela foi uma das treze mulheres escolhidas para servir no Conselho Nacional da Administração Transitória de Timor Leste (ETTA).
De 2012 a 2017, Viegas foi Secretária de Estado dos Assuntos Parlamentares. Em 2017, Viegas foi delegada ao grupo nacional do parlamento nacional na assembleia parlamentar da Comunidade dos Países de Língua Portuguesa (CPLP).
Nas eleições parlamentares de 2018 em Timor-Leste, foi eleita novamente e depois nomeada Secretária do Presidium do Parlamento.
Em 2018, Viegas foi eleita para o Comité Executivo da Federação de Futebol de Timor Leste.

## Vida privada
Casou-se com António João Gomes da Costa, com quem teve três filhos.